# Maria de Nàpols
Maria de Nàpols ( 1280 -  1350), princesa de Nàpols, reina consort de Mallorca i comtessa consort de Rosselló i Cerdanya (1311-1324).

## Orígens familiars
Filla del rei Carles II de Nàpols i la seva esposa Maria d'Hongria. Era neta per línia paterna del duc Carles I d'Anjou i la comtessa Beatriu I de Provença, i per línia materna d'Esteve V d'Hongria i Elisabet Cuman. Fou germana dels reis Carles I d'Hongria i Robert I de Nàpols. També és germana de Blanca de Nàpols, muller de Jaume II d'Aragó (el Just) i d'Elionor, muller de Frederic II de Sicília (ambdós, Jaume i Frederic, fills de Pere II d'Aragó, el Gran).

## Núpcies i descendents
Es casà el 20 de setembre de 1304 a Palma amb l'infant i futur rei Sanç I de Mallorca. D'aquest matrimoni no en nasqué cap fill i, per tant, la successió del Regne de Mallorca passà a mans del nebot de Sanç I, Jaume III de Mallorca.
Es casà el 1326 amb Jaume III de Xèrica. Es desconeix si tingueren fills.